# Bikar
Bikar (deutsch veraltet: Farnham- oder Dawsoninseln) ist ein unbewohntes Atoll der Ratak-Kette der Marshallinseln. Das Atoll hat eine Landfläche von 0,5 km² bei einer Lagunenfläche von 37,4 km². Zu den Inseln gehören Bikar, Almani, Jabwelo and Jaboero. Die kleine Insel Jaboero, ebenso Northwest Point ist kaum mehr als eine Sandbank.
Das ovale Atoll hat eine Ausdehnung von 13 × 8 Kilometern.

## Fauna und Flora
Durch seine relativ isolierte Lage hat das Atoll eine vielfältige, weitgehend unberührte Pflanzen- und Tierwelt. Unter anderem wachsen hier Schraubenbäume (Pandanus tectorius), Schmuckgras (lepturus repens), Kokospalmen (Cocos nucifera), Punarnava (Boerhavia repens), Pisonia (Pisonia grandis), Portulak (Portulaca lutea) und Fächerblumen wie z. B. Scaevola-Büsche.
Bikar ist ein wichtiger Brutplatz für Seevögel. Obwohl die Brutbestände in den letzten Jahren rückläufig waren, hat die Insel als regionaler Nistplatz ihre Bedeutung erhalten. Außerdem dient das Atoll der gefährdeten Suppenschildkröte als Eiablageplatz.